# Heresiarches heinrichi
Heresiarches heinrichi là một loài tò vò trong họ Ichneumonidae.